# Sharon Carter
Sharon Carter è un personaggio dei fumetti creata da Stan Lee (testi), Jack Kirby (schizzi) e Dick Ayers (matite), pubblicato dalla Marvel Comics. La sua prima apparizione avviene in Tales of Suspense (vol. 1) n. 75 (marzo 1966).
Fidanzata storica di Capitan America e nipote del primo amore dell'eroe, Peggy Carter, Sharon è un'agente speciale dello S.H.I.E.L.D., nota con il nome in codice di Agente 13. In origine era la sorella minore di Peggy, ma in seguito, tramite una retcon, è stata resa come la sua pronipote.

## Biografia del personaggio

### Primi anni
Nata a Richmond, Virginia, dai ricchi possidenti terrieri Harrison e Amanda Carter, Sharon è cresciuta ascoltando le storie sulla zia paterna, Peggy Carter, che durante la seconda guerra mondiale ha combattuto al fianco dei partigiani nella resistenza francese. Ispirata dall'eroismo della zia, raggiunta la maggiore età Sharon entra a far parte dello S.H.I.E.L.D. venendo designata come "Agente 13".
Contemporaneamente al suo ingresso in servizio Capitan America riemerge dalla sua animazione sospesa e durante una delle prime missioni di Sharon la aiuta a sconfiggere Batroc il Saltatore. In seguito i due collaborano di frequente contro numerosi avversari, tra cui l'A.I.M., l'HYDRA e il Teschio Rosso, finendo per innamorarsi ed intrecciare una relazione sentimentale resa difficile dal pericolo corso ogni giorno dalla donna a causa del suo lavoro di agente S.H.I.E.L.D., da cui Cap vorrebbe si ritirasse.
In seguito, come tramite tra lo S.H.I.E.L.D. e il NYCPD, l'Agente 13 si infiltra nel gruppo per la supremazia bianca noto come "National Force" e, durante una battaglia tra questi ultimi ed una gang di Harlem, apparentemente, muore arsa viva a causa dei disordini provocati dall'intervento della Guardia Nazionale.
Capitan America apprende di ciò tramite video convincendosi della sua morte sebbene, in realtà, Nick Fury avesse organizzato tutto allo scopo di mandare la donna in missione sotto copertura dietro le linee nemiche. Durante tale incarico però, Sharon perde i contatti con la base e viene pertanto dichiarata realmente morta.

### Ritorno
Catturata in realtà dal dittatore Tap-Kwai, Sharon riesce a scappare solo diverso tempo dopo e, per sopravvivere, diviene una mercenaria, trovandosi costretta a scendere a compromessi umilianti e azioni di dubbia moralità; diventa più cinica, dura ed aggressiva. Entrata in contatto con il gruppo neonazista Kubecult, arriva addirittura ad aiutare Teschio Rosso ad entrare in possesso del Cubo Cosmico, evento che la porta a rincontrarsi con Capitan America, in cattivo stato di salute per via del deterioramento del Siero del Super Soldato nel suo corpo, salvandogli la vita tramite una trasfusione di sangue del Teschio Rosso, che possiede a sua volta il siero non contaminato.
I due non riallacciano immediatamente la loro relazione, sebbene ancora innamorati l'uno dell'altra e, dopo che torna operativa allo S.H.I.E.L.D., affrontano insieme minacce quali il Conte Nefaria, il Teschio Rosso investito dai poteri divini del Cubo Cosmico e Incubo.

### Civil War
Dopo aver servito brevemente come direttrice dello S.H.I.E.L.D. in assenza di Nick Fury, Sharon viene assegnata direttamente al monitoraggio di Capitan America da Maria Hill e, in seguito al ritrovamento di Bucky, lei e Cap sembrarono riconciliarsi. Poco tempo dopo però, con lo scoppio della guerra civile tra superumani essi si trovano nuovamente divisi per via delle differenti opinioni in merito all'Atto di Registrazione dei Superumani; e proprio Sharon viene incaricata di guidare la task force designata alla cattura di Capitan America.
Condizionata mentalmente dal Dottor Faustus, l'Agente 13 assurge ad assassina inconsapevole del suo amato, cui esplode tre colpi nello stomaco, dopo che Crossbones lo colpisce con un fucile di precisione alla spalla.

### Dopo la morte di Capitan America
Distrutta dal senso di colpa, Sharon tenta addirittura il suicidio ma fallisce per un blocco mentale innestatole da Faustus. Successivamente si scopre incinta del figlio di Steve e decide di collaborare con Falcon e Vedova Nera per andare alla ricerca del Soldato d'Inverno, intenzionato a uccidere il nuovo direttore dello S.H.I.E.L.D.: Tony Stark.
Sebbene la missione abbia esito positivo, nel suo svolgimento Sin pugnala l'Agente 13 all'addome facendole perdere il bambino e il Dottor Fuastus, liberandola dal suo controllo mentale, le fa dimenticare di essere mai stata incinta. Quando tuttavia Falcon e Natasha le rivelano la verità, come conseguenza, Sharon lascia lo S.H.I.E.L.D..

### Capitan America: Rinato
Recuperati i ricordi della sua prigionia, Sharon si convince che l'aver visto Steve nella macchina temporale del Teschio Rosso (fabbricata dal Dottor Destino) non fosse un'allucinazione e, dopo aver analizzato anche l'arma del delitto si reca dai Nuovi Vendicatori convinta che Steve non sia morto ma esista un modo per salvarlo. Saputo da Hank Pym e Reed Richards di essere la "costante" necessaria per il recupero del corpo di Steve, l'Agente 13 è decisa a salvare il suo amato disperso nel tempo ma Norman Osborn, che ha catturato il nuovo Capitano, rivela al mondo la responsabilità della donna nella morte del supereroe, e le dà ventiquattro ore per costituirsi. Benché Falcon riesca a liberare Bucky, Sharon si fa arrestare e viene portata in Latveria dove trova il Teschio Rosso ancora vivo all'interno di un corpo robot ed alleato con il Dottor Destino che, assieme al Dottor Zola la collega alla macchina del tempo riportando indietro Capitan America e impiantando nel suo corpo la coscienza del Teschio Rosso. La successiva battaglia con i sopraggiunti Nuovi Vendicatori porta Steve Rogers a espellere dal proprio corpo la psiche del Teschio recuperando il controllo. Ricongiuntisi, Sharon e Cap passano un po' di tempo da soli nella casa in Virginia della donna.
Successivamente unitasi ai Vendicatori Segreti, Sharon sembra morire sacrificandosi per impedire all'enorme fortezza volante del Dottor Zola di invadere la Terra ma, in seguito, la si scopre essere ancora viva, e viene salvata dalla prigionia dello scienziato grazie a Falcon e Jet.

## Poteri e abilità
Anche se sprovvista di superpoteri, lo speciale addestramento ricevuto dallo S.H.I.E.L.D. ha permesso a Sharon di sviluppare forza, resistenza, velocità, agilità e riflessi eccezionali e l'ha resa un'esperta nel combattimento corpo a corpo, nell'uso di qualunque arma da fuoco e nella guida di qualunque veicolo. Inoltre, il suo lunghissimo periodo come agente dell'organizzazione l'ha fatta diventare una spia esperta.

## Altre versioni

### Terra X
Nella realtà alternativa di Terra X, Sharon Carter è una delle tante vittime di "HYDRA", una forma di vita aliena tentacolare che necessita di assorbire menti per potersi espandere e sopravvivere.

### Mangaverse
Nel Marvel Mangaverse, Sharon Carter è la direttrice dello S.H.I.E.L.D. nonché responsabile della decimazione di oltre il 99% della popolazione superumana, sebbene in seguito la si scopre essere una pedina sotto il controllo mentale del presunto morto Nick Fury.

### Ultimate
Nell'universo Ultimate, l'agente dello S.H.I.E.L.D. Sharon Carter ed il suo partner Jimmy Woo collaborano spesso con l'Uomo Ragno. Tendenzialmente taciturna ma dotata di una vena ironica, una forte fede cattolica ed una rigida moralità, Carter, assieme al suo partner, riesce a scampare alla fuga de I Sei, e successivamente combatte Silver Sable al fianco dell'Uomo Ragno mentre, nel corso della Saga del Clone, aiuta ad evacuare il quartiere di Peter. In seguito viene trasferita al Progetto Pegasus.

## Altri media

### Cinema
- Nel film del 1990 Capitan America, il personaggio, ribattezzato Sharon Cooperman, è interpretato da Kim Gillingham.

### Marvel Cinematic Universe
Nel franchise del Marvel Cinematic Universe, Sharon Carter/l'Agente 13 è interpretata da Emily VanCamp, nonostante nel primo film in cui appare non venga mai menzionato il suo cognome al di fuori dell'accreditamento, lasciando incerta la sua parentela con Peggy Carter fino alla seconda apparizione cinematografica del personaggio.
- In Captain America: The Winter Soldier (2014)[21][22] è una degli agenti dello S.H.I.E.L.D. che affronta l'HYDRA dopo aver scoperto la sua infiltrazione nell'agenzia grazie a Captain America e, in seguito, entra nella CIA.
- In Captain America: Civil War (2016) Sharon partecipa al funerale della zia e sviluppa una reciproca intesa sentimentale con Captain America che li porta a scambiarsi un bacio; grazie alla sua posizione nella CIA, aiuta inoltre Cap a scoprire i piani di Zemo.
- In Avengers: Endgame (2019) viene mostrata nel database del quartier generale degli Avengers come una delle vittime dello schiocco di Thanos, ma è stata resuscitata cinque anni dopo dallo schiocco di Bruce Banner.
- Sharon compare nella miniserie televisiva del Marvel Cinematic Universe dedicata a Sam Wilson / Falcon e Bucky Barnes / Soldato d'inverno: The Falcon and the Winter Soldier (2021).
- Sharon Carter compare anche nella serie animata dell'MCU What If...? (2021).

### Televisione
- In The Marvel Super Heroes compare un'innominata agente dello S.H.I.E.L.D. che Capitan America scambia per la sua altrettanto innominata amata del tempo della guerra.
- In Spider-Man: The Animated Series, Sharon Carter è la seconda in comando di Nick Fury alla direzione dello S.H.I.E.L.D., nota in alcuni episodi con il nome in codice di "Agente 1" e in altri come "Agente X".

### Videogiochi
- Sharon Carter è un personaggio secondario del videogioco Ultimate Spider-Man.
- Il personaggio è presente in Marvel Heroes.
- L'Agente 13 è un personaggio giocabile in Marvel Future Fight.
- Sharon è un personaggio giocabile in LEGO Marvel's Avengers.